# Ozodes sexmaculatus
Ozodes sexmaculatus är en skalbaggsart som beskrevs av Dmytro Zajciw 1967. Ozodes sexmaculatus ingår i släktet Ozodes och familjen långhorningar. Inga underarter finns listade i Catalogue of Life.